# Fjodor Fjodorowitsch Petrow
Fjodor Fjodorowitsch Petrow (russisch Фёдор Фёдорович Петров; * 3.jul. / 16. März 1902greg. in Doktorowo, Gouvernement Tula; † 19. August 1978 in Moskau) war ein sowjetischer Waffenkonstrukteur.

## Leben
Fjodor Petrow wurde in eine Bauernfamilie geboren. Mit 15 Jahren begann er, auf der Eisenbahn zu arbeiten. Von 1922 bis 1925 diente er in der Roten Armee und abends studierte er am RabFak. 1927 trat er in die Staatliche Technische Universität Moskau ein. 1930 wurde er an die militärisch-mechanische Fakultät des Leningrader Maschinenbauinstituts versetzt, die er 1931 abschloss. Im gleichen Jahr begann Petrow in Motowilicha-Werke in Perm zu arbeiten, zunächst als Leiter des Technikbüros der Werkstatt, dann als Leiter der Montageabteilung, ab 1934 arbeitete er als leitender Konstrukteur.
1938 wurde Petrow Chefkonstrukteur für Artillerie der Motowilicha-Werke. Die Feldhaubitzen M-30, D-30, M-10, D-1, die Feldkanone M-60, die Kanonenhaubitze ML-20 und Kampfwagenkanonen D-5, D-10 und D-25 wurden unter seiner Führung entwickelt.
Von 1955 bis Ende der 1960er Jahre war das von Petrow geleitete Werk mit der Entwicklung von Raketensystemen für Landstreitkräfte, Raketenwaffen modernisierter U-Boote, Anti-U-Boot-Raketensystemen beschäftigt.
Fjodor Petrow starb 1978 und ist auf dem Nowodewitschi-Friedhof beigesetzt.

## Titel und Ehrungen
- Stalinpreis (1942, 1943, 1946 zweimalig)
- Leninpreis (1967)
- Ingenieur-Generalleutnant (1966)
- Held der sozialistischen Arbeit (1944)[3]
- wirkliches Artillerie-Akademiemitglied, Doktor der technischen Wissenschaften (1946)
- dreimalige Leninorden (1939, 1944, 1966)
- Orden der Oktoberrevolution (1972)
- Kutusoworden I. Klasse (1945)
- Suworoworden II. Klasse (1944)
- Orden des Vaterländischen Krieges I. Klasse (1945)
- Orden des Roten Banners der Arbeit (1952)